# Johanna Blecha

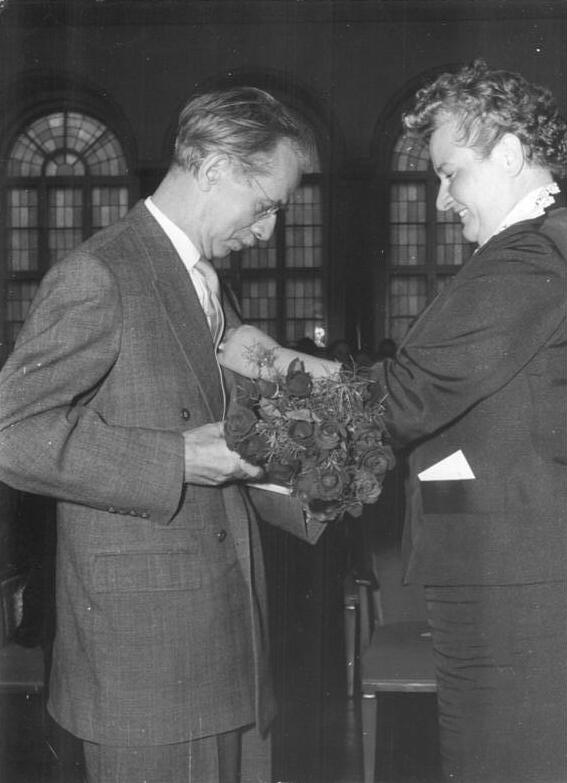
Johanna Blecha (rechts) bei der Verleihung des Goethepreises an Otto Nagel am 28. August 1957

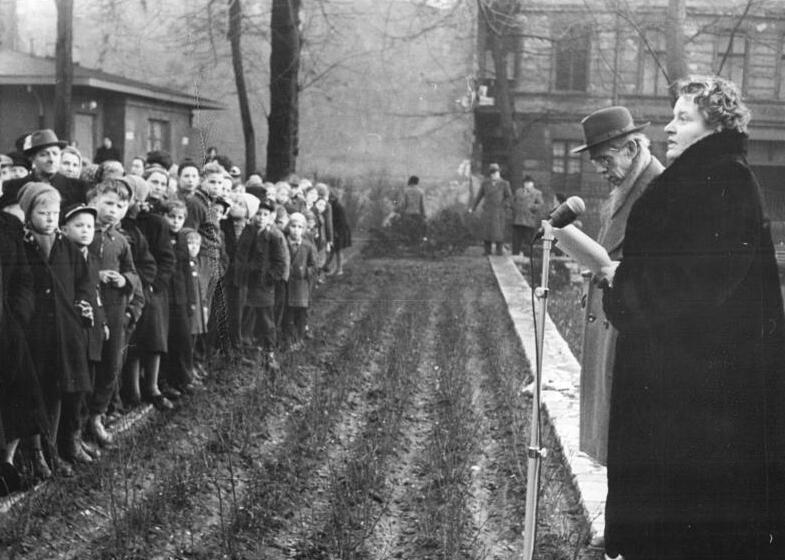
Johanna Blecha bei der Gedenkfeier für Heinrich Zille am 10. Januar 1958

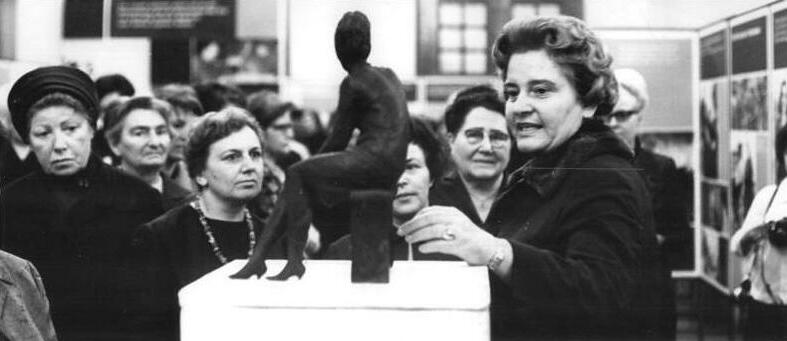
Johanna Blecha (rechts) bei der Ausstellung „20 Jahre DFD – 20 Jahre Kampf für den Frieden, Demokratie und Sozialismus“ am 6. März 1967

Johanna Blecha, geborene Johanna Kutzerra, (* 28. Januar 1916 in Breslau; † 22. März 2000 in Berlin) war eine deutsche Politikerin der Sozialistischen Einheitspartei Deutschlands (SED) in der Deutschen Demokratischen Republik (DDR). Sie war von 1949 bis 1953 Oberbürgermeisterin von Schwerin und von 1953 bis 1960 stellvertretende Oberbürgermeisterin von Ost-Berlin.

## Leben
Blecha, Tochter eines Schneiders, wurde nach der Volks- und Mittelschule und einer kaufmännischen Lehre 1934 Sekretärin im elterlichen Geschäft, dann im Landmaschinengroßhandel Weide in Breslau sowie bei der Siemens-Bau-Union in Pillau, Graudenz und Bromberg.
Nach dem Ende des Zweiten Weltkrieges wurde sie in die Sowjetische Besatzungszone umgesiedelt und ging in die Politik. Sie trat in die Kommunistische Partei Deutschlands (KPD) ein und war von 1945 bis 1947 Leiterin des Jugendamts Schwerin. 1946 wurde sie SED-Mitglied und leitete von 1947 bis 1949 als Regierungsdirektorin die Hauptabteilung Umsiedlung der Landesregierung Mecklenburg.
Vom 12. Dezember 1949 bis 1953 war Blecha, als Nachfolgerin von Christoph Seitz, Oberbürgermeisterin von Schwerin. Von 1950 bis 1953 war sie Vorsitzende des Landesverbandes Mecklenburg (später Bezirksverband Schwerin) der Gesellschaft für Deutsch-Sowjetische Freundschaft (DSF) und absolvierte gleichzeitig ein Fernstudium an der Parteihochschule „Karl Marx“ der SED.
Von August 1953 bis 1960 war sie zunächst als Nachfolgerin von Paul Hentschel Sekretärin des Magistrats, dann Stellvertreterin des Oberbürgermeisters und zuletzt Stadträtin für Kultur, Volksbildung und Sport in Ost-Berlin. Von 1960 bis Juni 1977 war sie Sekretärin für Kultur und Erziehung und bis 1982 Mitglied des Präsidiums des Bundesvorstandes des Demokratischen Frauenbundes Deutschlands (DFD). Seit Oktober 1972 Mitglied des Präsidiums des Kulturbundes der DDR, wurde sie im Juni 1987 zum Ehrenmitglied des Präsidialrates des Kulturbundes ernannt.

## Privates
Johanna Blecha war in zweiter Ehe verheiratet mit Kurt Blecha, Leiter des Presseamtes des Ministerrats der DDR. Ihre Tochter Sigrid war die zweite Ehefrau des DDR-Devisenbeschaffers Alexander Schalck-Golodkowski.

## Auszeichnungen
- 1958 Clara-Zetkin-Medaille
- 1965 Verdienstmedaille der DDR
- 1968 Ehrennadel der Gesellschaft für Deutsch-Sowjetische Freundschaft
- 1975 Vaterländischer Verdienstorden in Gold[8]
- 1976 Vaterländischer Verdienstorden in Gold (DDR)